# 584
El 584 (DLXXXIV) fou un any de traspàs començat en dissabte del calendari julià. L'ús del nom «584» per referir-se a aquest any es remunta a l'alta edat mitjana, quan el sistema Anno Domini esdevingué el mètode de numeració dels anys més comú a Europa.

## Esdeveniments
- Els visigots conquereixen les terres dels sueus a Espanya

## Necrològiques
- Sant Deiniol, sant gal·les que visqué al segle vi. El seu nom, equivalent a Daniel, adopta la forma Denoual en bretó.